# Olieverfschets

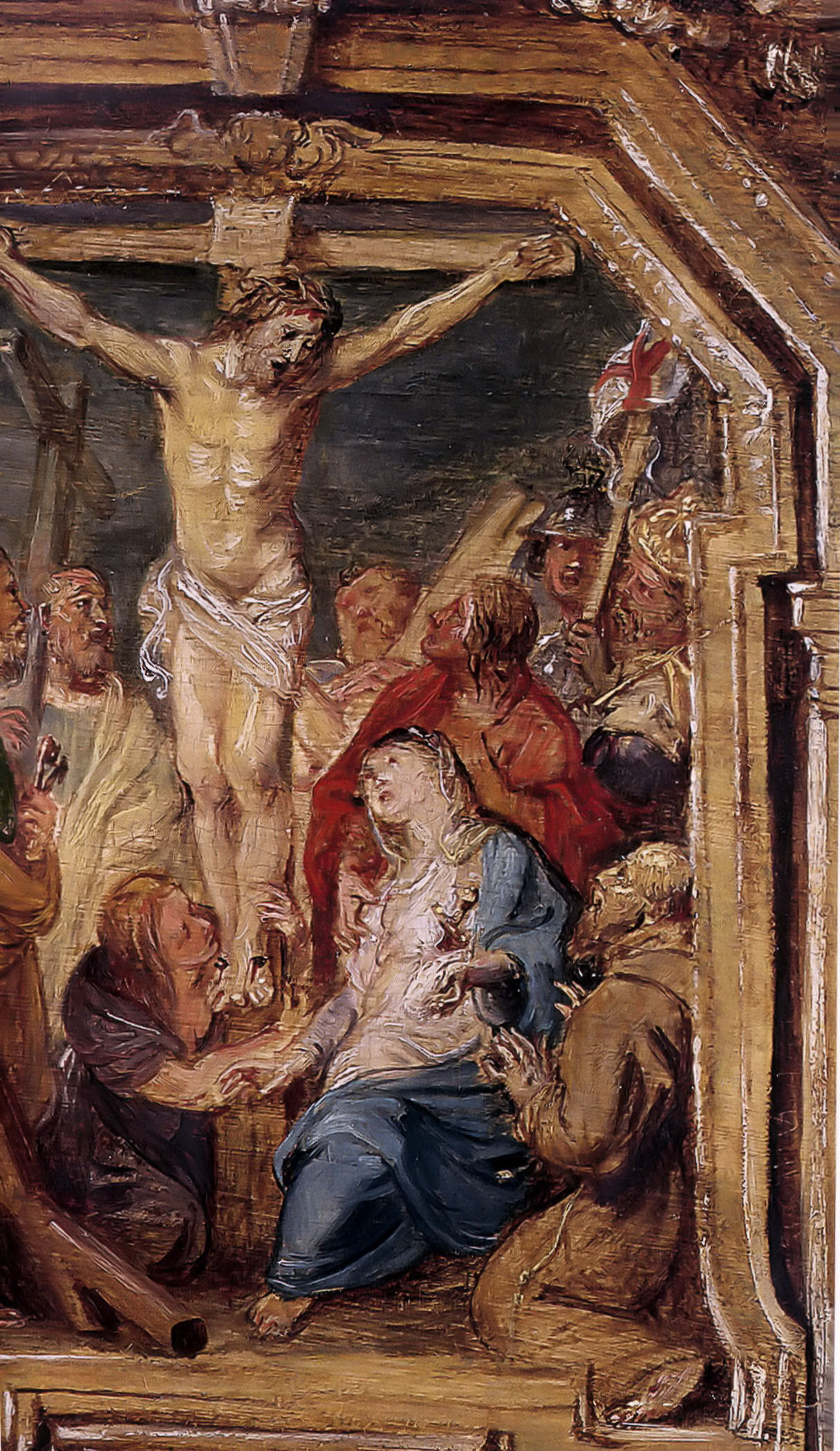
Een olieverfschets van Rubens

Een olieverfschets is een schilderij dat fungeert als voorbereidende kleurenstudie voor een groter doek of paneel.
De meeste olieverfschetsen werden vervaardigd voor grotere opdrachten. Zo kon de schilder een stand van zaken presenteren aan de opdrachtgever. Veel olieverfschetsen zijn verloren gegaan, omdat ze vaak niet meer nodig waren na de voltooiing van het eigenlijke werk. De olieverfschetsen van Rubens zijn het bekendste. Ze worden gekenmerkt door een rauwe manier van schilderen in een warm kleurenpalet.